# ヤン・ジョンチョル
ヤン・ジョンチョル（梁鐘鉄、朝鮮語: 양종철/梁鐘鐵、1962年11月14日 - 2001年11月23日）は、大韓民国のコメディアン。
愛称は仏光洞の揮発油。その愛称の通り仏光洞と親しい生活をし、80年代、90年代に人気を博したコメディアンであった。

## 死去
午前3時50分ごろ、江南区庁駅付近の交差点を運転していたところ信号待ちをしていたタクシー2台に後ろから衝突し、その際自家用車から体の一部が投げ出されその下敷きになり39歳で死去した。